# リック・ショート
リチャード・ライアン・ショート（Richard Ryan "Rick" Short, 1972年12月6日 - ）は、アメリカ合衆国イリノイ州ケーン郡エルジン出身の元プロ野球選手（外野手、内野手）、野球指導者。右投右打。現在は、MLBのアリゾナ・ダイヤモンドバックスの打撃コーチを務める。

## 経歴

### 第1次アメリカ球界時代
1994年のMLBドラフト全体923位でボルチモア・オリオールズから指名を受け、プロ生活をスタートする。その後、順調にマイナーリーグで経験を積み、特に2000年にはオリオールズ傘下のAAA級ロチェスター・レッドウイングスで打率.331を記録した。
その後、順調にマイナーの階段を上っていき、特に2000年は当時のAAA級ロチェスター・レッドウイングスで打率.331、2002年はアナハイム・エンゼルス傘下のAAA級ソルトレイク・スティンガーズで.356の好成績を残し、その他の年も高打率をマークしていたものの、メジャー昇格には届かなかった。

### ロッテ時代
2003年に千葉ロッテマリーンズに入団した。同年は主に三塁手や左翼手を守り、127試合に出場し打率.303と高い打率を残したが、12本塁打と長打が少なかったことや併殺も多いこともあってか1年で自由契約となった。登録上の名前は「ショート」だったが、ポジションの「ショート（遊撃手）」と紛らわしかったため、開幕からホーム・ビジターの全試合で「リック・ショート」とアナウンスされ、ファンからの応援等でもそう呼ばれた。同年のオールスターでは、あまり守ったことがないのにもかかわらず、その名前から遊撃手部門で票を獲得した。

### アメリカ球界時代（第2次）
2004年はカンザスシティ・ロイヤルズ傘下のAAA級オマハ・ロイヤルズでプレーし、シーズン途中からモントリオール・エクスポズ傘下のAAA級エドモントン・トラッパーズでプレーした。
親球団の名前がエクスポズからワシントン・ナショナルズに変わった2005年は開幕からAAA級ニューオーリンズ・ゼファーズでプレーしていたが、6月9日、32歳にしてメジャー初昇格を果たす。翌10日、代打として打席に立ち、見事に適時打を放ったが、ナショナルズは同日、大家友和を監督への侮辱行為でミルウォーキー・ブルワーズへ放出し、内野手のジュニア・スパイビーを獲得した。野手の枠が足りなくなったナショナルズは翌日、リックを二日でマイナーに降格させたということがある。AAA級ニューオーリンズではシーズン後半まで打率4割をキープし、最終的には.383でマイナーリーグのシーズンを終えた。「オールドルーキー」として話題になり、シーズン終了後にはAAA級の「オフェンシブ・プレーヤー・オブ・ザ・イヤー」に輝いた。「彼は好投手と対峙した時にこそ好打を発揮し、かつ状況に応じた打撃を習得しているプロフェッショナル・ヒッターだ」と監督のティム・フォーリもリックの高度な打撃センスに一目置いている。更に、「彼は物静かな男で多くを語らないが、日々の努力と入念なケア、ゲームに臨む真摯な姿勢、それら行動規範を示すことによってチームを牽引した」と賛辞を送った。

### 楽天時代
2006年、東北楽天ゴールデンイーグルスに入団。登録名は当初はロッテ時代と同じ「ショート」だったが、公式戦開幕直前に「リック」に改めた（なお、ファンから応援時は「ショート」とコールされている）。開幕の時の打順は7番だったが､どの打順でもコンスタントに結果を残せること、高い出塁率を記録したことなどから、1、3、5、6番とさまざまな打順で先発出場している。ホセ・フェルナンデス、山崎武司の両主軸が怪我で先発できなかった6月1日には4番での先発出場もあった。同年の先発出場104試合中、1番が9試合、3番が21試合、4番が1試合、5番が29試合、6番が25試合、7番が19試合だった。広角打法で活躍し、最終打率は.314。チーム内では1位、パ・リーグでも3位であった。この年の初本塁打は第316打席目となった8月12日の西武ライオンズ戦（インボイス西武ドーム）で涌井秀章から放った先制の満塁本塁打であり、この日まで打率は3割を上回りながらも本塁打が出ないというその打撃は監督の野村克也から
「（名前の通り）“ショート”な当たりしか出んのう」と揶揄され、この試合後に野村監督は「珍しいものを見た」とコメントした。守備に関しても、チーム内でレギュラーが固定できない中でユーティリティープレイヤーとして活躍した。状況に応じて以下の通り様々なポジションを任されている。先発出場104試合中、一塁手36試合、二塁手15試合、三塁手11試合、左翼手36試合、指名打者3試合。オールスターの投票では4月は左翼手を守る事が多かったため外野手としてノミネートされていた。主に一塁や左翼を守った。
2007年にはフェルナンデスと同様、開幕直後に妻の出産で一時帰国した。シーズン当初は三塁手と左翼手の両方で起用されたが、草野大輔が三塁手に定着すると左翼手がほぼ定位置となった。月間打率はすべて3割を上回り、好不調の波の少ない堅実な打棒を発揮し、一時は打率首位に立つ。後半には稲葉篤紀との首位打者争いを繰り広げたが、左足内転筋を痛め、終盤にチームを離脱した。最終的には打率.330で、稲葉の打率.334に次いで惜しくも2位に終わった。一方、本塁打はわずか4本、長打率は.433でリーグ11位と、外国人選手としては低かったが、リーグ2位の31本の二塁打を放った。リック自身も「自分に本塁打を期待してもらうのは難しいが、確実にヒットを打ちたい」と話している。
2008年、オフにエクササイズや食生活の改善などで体を大幅に絞る。その効果もあって開幕から高打率を維持し、本塁打数も2003年のロッテ時代以来となる2桁に達した。中島裕之と最後まで首位打者争いを展開。最終的に打率.332、12本塁打、71打点でパ・リーグでは1989年のブーマー・ウェルズ以来となる外国人首位打者となった。また、外野手部門でベストナインにも選ばれた。
2009年はシーズン序盤から打撃不振に陥り、守備でもミスが目立った上に肩を痛めてしまい、6月に登録抹消。7月に再昇格すると打撃には改善の兆しが見られたものの、8月に再び肩を痛め「右肩の関節唇損傷と腱板（けんばん）断裂」と診断され帰国。その後は復帰を果たすことができなかった。その影響もあり、出場61試合、打率.255、3本塁打、13打点といずれも来日以来最低の数字に終わる。同年シーズン終了を以って自由契約となり、退団した。

### 引退後
2010年より、アリゾナ・ダイヤモンドバックスのスカウトを務める。
2019年より、アリゾナ・ダイヤモンドバックス傘下のAA級ジャクソン・ジェネラルズの打撃コーチを務める。
2021年より、アリゾナ・ダイヤモンドバックス傘下のAAA級リノ・エーシズの打撃コーチを務める。同年6月10日、打撃不振によりコーチを解任されたダネル・コールズの後任として、ダイヤモンドバックスの打撃コーチに昇格した。

## 選手としての特徴・人物
性格は極めて真面目で温厚。
豊かな体格に似合わずミートに徹した打撃を見せ、確実性が高く変化球への対応も巧い。また、左投手に強い。
打席ではバットを短く肩に担ぐようにして持ち、機械的に上半身を小刻みに動かす独特の構えをする。更に両足を大きく広げてスイングの際はほとんどステップせずに打つ。仕掛けが非常に早く、初球からでも積極的に打ちにいくタイプ故に三振が非常に少ないが、反面四球の数も少ない傾向にある。また、本塁打も少ないが、鋭いライナー性の打球を外野の深い位置まで飛ばすため二塁打の成績は上位を記録していた。
内野・外野ともにこなせるユーティリティープレイヤーで、マイナーリーグ時代には捕手、中堅手を守ったこともある。ファミリーネームと同じ読みなのでしばしば話のネタにされるショート（遊撃手）については、プロとなってからは1996年のA+級フレデリック・キーズ時代に7試合守ったのみである。楽天に加入した2006年の開幕前、選手層が薄いというチーム事情から冗談抜きに「ショートにショートを」守らせる構想があったが、このシーズンは実際にショートを守ることはなかった。足が遅く肩も強くない選手であるため外野手、一塁手、三塁手としての出場が主であった。
2006年10月1日、シーズン最終戦（フルキャストスタジアム宮城）9回裏2アウトで代打として登場。あと1人塁に出れば、このシーズン限りでの引退が決まっていた飯田哲也に回るという場面だった。リックは打席へ向かう前に「イイダサン、ガンバルカラ（飯田さん、頑張るから）」と声を掛け、飯田は彼の一言に涙を堪える事ができず、ネクストバッターズサークルで涙を流した。結果リックはセカンドゴロに終わるが、飯田は「もしこの時自分に打席が回ってきても、おそらく涙で打てなかった」と、後の引退会見の場で発言している。
2007年3月18日のグッドウィルドームでの西武対楽天戦のケロロ軍曹シリーズのオープン戦では、始球式にバッターとして登場した。
2007年のシーズン中に実父が交通事故に遭い、意識不明の大怪我を負った。リックはその日、千葉マリンスタジアムで千葉ロッテとの試合があったが、監督に許可を貰ってその日に仙台の自宅に戻り、その後実父の容態が急変し、一時はシーズン中に帰国したこともあった。

## 詳細情報

### 年度別打撃成績
| 年 度    | 球 団    | 試 合 | 打 席 | 打 数 | 得 点 | 安 打 | 二 塁 打 | 三 塁 打 | 本 塁 打 | 塁 打 | 打 点 | 盗 塁 | 盗 塁 死 | 犠 打 | 犠 飛 | 四 球 | 敬 遠 | 死 球 | 三 振 | 併 殺 打 | 打 率 | 出 塁 率 | 長 打 率 | O P S |
| -------- | -------- | ----- | ----- | ----- | ----- | ----- | -------- | -------- | -------- | ----- | ----- | ----- | -------- | ----- | ----- | ----- | ----- | ----- | ----- | -------- | ----- | -------- | -------- | ----- |
| 2003     | ロッテ   | 127   | 519   | 472   | 61    | 143   | 32       | 0        | 12       | 211   | 58    | 3     | 3        | 0     | 2     | 39    | 0     | 6     | 60    | 18       | .303  | .362     | .447     | .809  |
| 2005     | WSH      | 11    | 17    | 15    | 4     | 6     | 2        | 0        | 2        | 14    | 4     | 0     | 0        | 0     | 0     | 1     | 0     | 1     | 1     | 0        | .400  | .471     | .933     | 1.404 |
| 2006     | 楽天     | 109   | 431   | 401   | 33    | 126   | 27       | 0        | 4        | 165   | 34    | 5     | 5        | 2     | 1     | 22    | 2     | 5     | 51    | 16       | .314  | .357     | .411     | .768  |
| 2007     | 楽天     | 115   | 458   | 418   | 31    | 138   | 31       | 0        | 4        | 181   | 53    | 2     | 2        | 3     | 2     | 29    | 2     | 6     | 44    | 22       | .330  | .380     | .433     | .813  |
| 2008     | 楽天     | 134   | 525   | 491   | 62    | 163   | 31       | 2        | 12       | 234   | 71    | 4     | 1        | 1     | 5     | 25    | 1     | 3     | 51    | 11       | .332  | .365     | .477     | .841  |
| 2009     | 楽天     | 61    | 201   | 184   | 13    | 47    | 7        | 0        | 3        | 63    | 13    | 4     | 1        | 0     | 1     | 13    | 2     | 3     | 24    | 4        | .255  | .313     | .342     | .656  |
| NPB：5年 | NPB：5年 | 546   | 2134  | 1966  | 200   | 617   | 128      | 2        | 35       | 854   | 229   | 18    | 12       | 6     | 11    | 128   | 7     | 23    | 230   | 71       | .314  | .361     | .434     | .795  |
| MLB：1年 | MLB：1年 | 11    | 17    | 15    | 4     | 6     | 2        | 0        | 2        | 14    | 4     | 0     | 0        | 0     | 0     | 1     | 0     | 1     | 1     | 0        | .400  | .471     | .933     | 1.404 |

- 各年度の太字はリーグ最高

### タイトル
NPB
- 首位打者：1回（2008年）

### 表彰
NPB
- ベストナイン：1回（外野手部門：2008年）

### 記録
NPB初記録
- 初出場・初先発出場：2003年3月28日、対福岡ダイエーホークス1回戦（福岡ドーム）、7番・三塁手で先発出場
- 初打席：同上、2回表に斉藤和巳から中飛
- 初安打・初本塁打・初打点：同上、9回表に岡本克道から左越2ラン
- 初盗塁：2003年5月2日、対福岡ダイエーホークス7回戦（福岡ドーム）、4回表に二盗（投手：寺原隼人、捕手：城島健司）

NPBその他の記録
- オールスターゲーム出場：1回 （2008年）

### 背番号
- 44（2003年）
- 35（2005年）
- 55（2006年 - 2009年）

### 登録名
- R.ショート（2003年）
- リック（2006年 - 2009年）

### 登場曲
- Let's make a magic ／原曲「MAKIN' MAGIC」 LOW IQ 01（2003年）
- 「Shake」Ying Yang Twins（2009年）